# Черт
Черт (валенс. Xert, ісп. Chert, офіційна назва Xert/Chert) — муніципалітет в Іспанії, у складі автономної спільноти Валенсія, у провінції Кастельйон. Населення — 897 осіб (2010).

## Географія
Муніципалітет розташований на відстані близько 330 км на схід від Мадрида, 60 км на північ від міста Кастельйон-де-ла-Плана.
На території муніципалітету розташовані такі населені пункти: (дані про населення за 2010 рік)
- Анроч: 32 особи
- Черт: 865 осіб

## Демографія
Динаміка населення (INE ):

## Галерея зображень

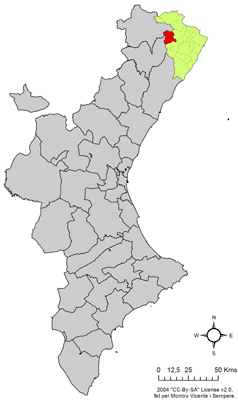
Розташування муніципалітету Черт у автономній спільноті Валенсія
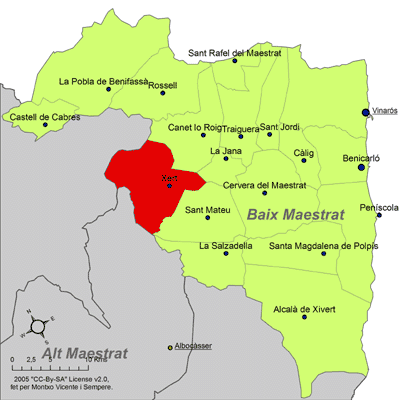
Розташування муніципалітету Черт у комарці Бахо-Маестрасго
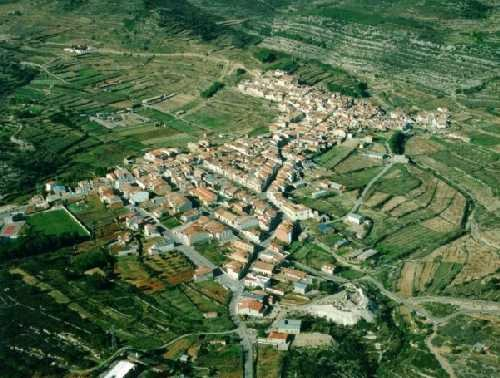
Вид згори
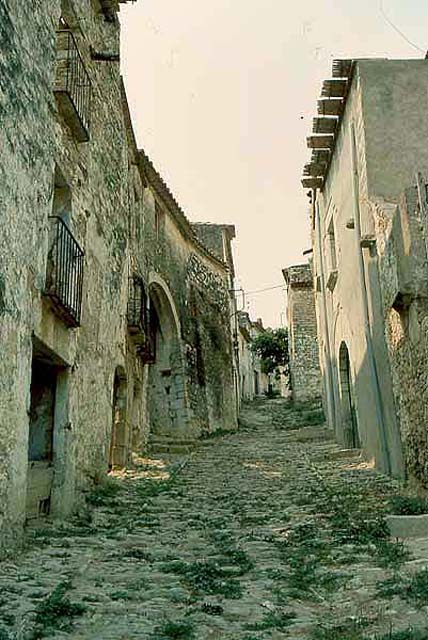
Черт, стара частина міста
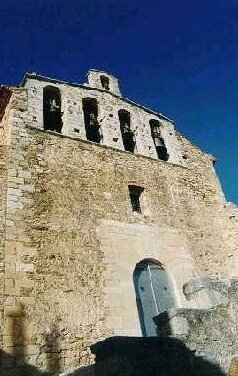
Стара церква